# Cordia oliveri
Cordia oliveri är en strävbladig växtart som först beskrevs av Nathaniel Lord Britton, och fick sitt nu gällande namn av Gottschling och J.S.Mill.. Cordia oliveri ingår i släktet Cordia, och familjen strävbladiga växter. Inga underarter finns listade i Catalogue of Life.